# Sylwester Pawłowski
Sylwester Stefan Pawłowski (ur. 13 września 1958 w Łodzi) – polski polityk, samorządowiec i nauczyciel, wiceprezydent Łodzi (1998–2002), przewodniczący Rady Miejskiej w Łodzi (2002–2005), poseł na Sejm V i VI kadencji, radny Miejskiej Rady Narodowej i Rady Miejskiej Łodzi.

## Życiorys
Absolwent XXX Liceum Ogólnokształcącego im. ks. bpa Ignacego Krasickiego w Łodzi. W 1981 ukończył studia na Wydziale Filozoficzno-Historycznym Uniwersytetu Łódzkiego. Od 1977 do rozwiązania należał do Polskiej Zjednoczonej Partii Robotniczej. Po jej rozwiązaniu działał w SdRP, z którą współtworzył SLD.
Pracował jako nauczyciel historii, etatowy działacz ZSMP, a następnie pedagog. W latach 1988–1990 był członkiem łódzkiej miejskiej rady narodowej. Po ustanowieniu samorządu lokalnego wybierany na radnego Łodzi w 1994, 1998 i 2002. Od 1998 do 2002 pełnił funkcję wiceprezydenta Łodzi, a w latach 2002–2005 przewodniczącego Rady Miejskiej w Łodzi. W wyborach parlamentarnych w 2005 uzyskał mandat poselski z listy Sojuszu Lewicy Demokratycznej w okręgu łódzkim, otrzymując 12 469 głosów. W przedterminowych wyborach w 2007 bez powodzenia ubiegał się o reelekcję z listy Lewicy i Demokratów, jednak 18 czerwca 2009 objął mandat poselski w miejsce Wojciecha Olejniczaka, który został wybrany na posła do Parlamentu Europejskiego. W 2011 nie został ponownie wybrany do Sejmu.
W 2014 i 2018 ponownie uzyskiwał mandat radnego Łodzi. W 2015 był kandydatem na posła z ramienia Zjednoczonej Lewicy, a w 2019 z listy SLD. W 2017 powołany do Rady Muzeum przy Muzeum Miasta Łodzi. W 2021 wystąpił z klubu radnych SLD, w tymże roku został wykluczony z partii. W 2024 wystartował do Sejmiku Województwa Łódzkiego z ramienia Trzeciej Drogi.

## Odznaczenia
- Złoty Krzyż Zasługi (2013)[9]
- Srebrny Krzyż Zasługi (2005)[10]